# Юсуф Хамадани
Абу́ Яку́б Ю́суф ибн Айю́б аль-Хамадани́ (араб. يوسف الهمداني‎; 1048, Бузанджирд — 1140, Мерв) — великий персидский пир, исламский богослов, суфийский шейх,  один из знатоков исламской теологии,  который является значительной фигурой в суннитском исламе и рассматривается многими как уникальный праведник ислама.

## Биография
Абу Якуб Юсуф ибн Айюб ибн Юсуф ибн Хусейн Вахре-е Бузанджарди Хамадани родился в 440/1048-49 или в 441/1049-50 году Хиджры в городе в городе Хамадан (совр. Иран). По происхождению  его родители были персами. (Тазкират уш-шуара (с.59). Цитируется по: З.Сафа, Тарих-е адабийат дар Иран, т.2. с. 556). Ходжа Юсуф получил начальное образование в своем родном городе,  очень рано, уже в пятилетнем возрасте, интересовался фактами истории, с детских лет проявлял себя  энергичной и любознательной личностью, юному Юсуфу уже и тогда  приоткрывались мудрые мысли, которыми он очень дорожил. В возрасте 18 лет он отправился в Багдад для изучения шафиитского мазхаба у Ибрахима аль-Фирузабада и Абу Исхака аш-Ширази. Он слушал проповеди известных проповедников Багдада, Исфахана, Бухары, Хорасана и Хорезма. Согласно сообщениям Ибн Халликана, Юсуф аль-Хамдани стал одним из самых уважаемых правоведов и хадисоведов Багдада. Он был известен в Багдаде, Исфахане, Бухаре, Самарканде, Хорезме и по всей Центральной Азии. После он отказался от преподавательской деятельности и стал вести аскетический образ жизни. Он поселился в Мерве, где его друзьями и сподвижниками были шейхи Абдуллах аль-Джувайни, Хасан ас-Сумнани и Абу Али аль-Фармади. Проведя многие годы в Мерве, Юсуф аль-Хамдани переселился в Герат и прожил там долгое время. Из Герата он переехал в хорасанский город Бамийин, и через некоторое время вернулся в Мерв. Юсуф аль-Хамдани умер в 1140 году. Его могила находятся в Мерве.
У Юсуфа аль-Хамдани было большое количество учеников по всему исламскому миру. Он передал иджазу 4 ученикам, среди которых были шейх Ахмед Ясави и Абдул-Халик Гидждувани. К нему возводят свои духовные цепочки тарикаты ясавия и ходжаган.